# Avebury
Avebury är en fornlämning i Avebury i Storbritannien. Den är daterad till yngre stenåldern och består av stora upprätta stenblock. Stenringarna är daterade till cirka 3000 f.Kr. och upptar ett område som är 11,5 hektar stort. Därmed är monumentet såväl större som äldre än det mera kända Stonehenge. Stonehenge och Avebury upptogs år 1986 på Unescos världsarvslista. Ungefär 1,5 kilometer från Avebury ligger den konstgjorda kullen Silbury Hill.
Avebury ligger i grevskapet Wiltshire och riksdelen England, i den södra delen av landet, 120 km väster om huvudstaden London. Närmaste större samhälle är Swindon, 15 km norr om Avebury. Trakten runt Avebury består till största delen av jordbruksmark.